# Ronnie Price
Ronald D'Wayne "Ronnie" Price (ur. 21 czerwca 1983 w Friendswood) – amerykański koszykarz występujący na pozycji rozgrywającego, obecnie skaut zespołu Phoenix Suns.
17 lipca 2015 roku podpisał umowę z klubem Phoenix Suns. 14 sierpnia 2016 został zawodnikiem Oklahoma City Thunder. 27 stycznia 2017 zawarł 10-dniową umowę z Phoenix Suns, a następnie 6 lutego kolejną. 24 lutego podpisał z klubem umowę do końca sezonu.

## Osiągnięcia
College
- Mistrz NCAA Division I Provisional (2004)[5]
- Zawodnik Roku NCAA Independent (2005)[6]
- MVP turnieju National Provisional Independent[6]
- 2–krotnie zaliczany do składu NCAA All-Independent Team (2004, 2005)[7]
- Zaliczony do składu:
  - Honorable Mention NJCAA Region 18 (2003)[7]
  - Region 18 All-Tournament Team (2003)[7]
- Wybrany do Galerii Sław Sportu uczelni Utah Valley (2010)[8]

NBA
- Zaliczony do II składu letniej ligi NBA w Las Vegas (2006)[7]